# Tenseur de Schouten
En géométrie riemannienne, le tenseur de Schouten est un tenseur d'ordre 2. Son éponyme est Jan Arnoldus Schouten qui l'a introduit. Il est défini, pour {\displaystyle n\geq {3}}, par, :
{\displaystyle \mathrm {P} _{ab}={\frac {1}{n-2}}\left[R_{ab}-{\frac {1}{2\left(n-1\right)}}Rg_{ab}\right]},
où :
- {\displaystyle R_{ab}} est la tenseur de Ricci ;
- {\displaystyle R} est la courbure scalaire ;
- {\displaystyle g_{ab}} est le tenseur métrique ;
- {\displaystyle n} est la dimension de la variété.

Le tenseur de Schouten est un tenseur de courbure d'ordre 2, symétrique. Comme pour le tenseur de Ricci, le nombre {\displaystyle N}de ses composantes indépendantes est donné par : {\displaystyle N=n\left(n+1\right)/2}.